# Paramparça
Paramparça (prononcé [pɑɾɑmpɑɾ't͡ʃɑ], littéralement En morceaux) est une série télévisée dramatique turque en 97 épisodes d'environ 120 minutes et diffusée du 1er décembre 2014 au 27 mars 2017 sur la chaîne Star TV.
Cette série est inédite dans tous les pays francophones.

## Synopsis
Il y a 15 ans, deux filles sont échangées à leur naissance à l'hôpital, à la suite de l'inattention d'une infirmière.
Cette erreur sera le début du drame que vont vivre deux familles ; l'une faisant partie de l'élite, et l'autre vivant dans la pauvreté.
Mais l'amour naîtra aussi de ce drame : avant de connaître la réalité sur l'identité de leurs filles, l'homme d'affaires (malheureux dans son mariage et à la veille du divorce), Cihan Gürpınar, tombera amoureux de Gülseren Sönmez, la femme qui a élevé seule sa fille biologique. S'en suivra un scandale familial et médiatique, des intrigues, l'injustice, mais l'amour en sortira vainqueur. Mais Gülseren mourra tragiquement lors de son mariage avec Cihan. 
Quant à l'ex-femme de ce dernier, Dilara tombera amoureuse d'un ancien camarade de la fac, et prétendant, Harun: celui-ci refait surface dans la vie de Dilara et Cihan dans le seul but de venger le décès (suicide) de sa sœur Hayal, 20 ans plus tôt (ex-copine de Cihan sur les rangs de la fac). 
Dilara découvre les réelles intentions d'Harun grâce à son ex-mari Cihan. Elle s'effondre face au complot dont elle devient victime mais surtout à la nouvelle de sa grossesse, issue de sa liaison avec Harun. Après le décès de Gülseren, Cihan se remarie avec Dilara pour protéger son ex-femme d'Harun et raconte à tout le monde qu'il est le père de l'enfant, conçu juste après son divorce avec Dilara lorsqu'il vivait une rupture avec Gülseren.
Bien sûr pendant tous ces événements, le fils et la fille biologique de Cihan et Dilara, Ozan et Hazal, ainsi que la fille biologique de Gülseren, Cansu, vivent chacun de leur côté des péripéties.

## Distribution
- Nurgül Yeşilçay : Gülseren Sönmez
- Erkan Petekkaya (tr) : Cihan Gürpınar
- Cemal Hünal (tr) : Alper Tek
- Ebru Özkan : Dilara Gürpınar
- Güneş Emir (tr) : Solmaz Tek
- Tolga Tekin (tr) : Özkan Gülpınar
- Nursel Köse (tr) : Keriman Akçatepe
- Leyla Tanlar (tr) : Cansu Gürpınar
- Alina Boz (tr) : Hazal Gülpınar
- Burak Tozkoparan (tr) : Ozan Gürpınar
- Civan Canova (tr) : Rahmi Gürpınar
- Ahu Yağtu : Candan

## Diffusion
- Star TV (2014-2017)
- SVT2
- Canal 13 (depuis 2017)